# Test Drive: Ferrari Legends
Test Drive: Ferrari Racing Legends (o Ferrari Legends) è un videogioco di guida sviluppato dagli Slightly Mad Studios e pubblicato dalla Atari. È il tredicesimo titolo della serie Test Drive, divenuto disponibile per PC, Xbox 360 e PlayStation 3 il 29 giugno 2012 in Europa ed il 3 luglio 2012 in America Settentrionale. In Italia il gioco è uscito il 4 luglio 2012. La versione PC è disponibile esclusivamente su Steam e Gamersgate dal 10 dicembre 2012 e supporta Games For Windows Live.

## Caratteristiche principali
A differenza dei precedenti giochi della serie, Test Drive Ferrari Racing Legends si concentra sulla storia della Ferrari in tutte le discipline sportive, dalla Formula Uno, ai rally, al GT. Sono disponibili oltre cinquanta modelli di Ferrari di tutte le epoche, ognuna di essa con interni ed esterni realistici, così come gli effetti dei danni. I circuiti disponibili sono 36, tra i più famosi al mondo, tra cui il Circuito di Spa-Francorchamps, l'Autodromo nazionale di Monza, il Circuito di Silverstone e il tracciato di prova di Fiorano di proprietà della Ferrari.
Il videogioco viene pubblicato in occasione delle celebrazioni per il sessantacinquesimo anniversario della prima Ferrari mai costruita, la Ferrari 125 S del 1947.

## Modalità di gioco
La struttura del gioco è focalizzata sulla modalità carriera grazie alla quale si ripercorrerà la storia della Ferrari in questi primi 65 anni di attività alla guida dei bolidi più famosi della casa di Maranello. Presente anche una modalità multiplayer online in cui sfidarsi contro altri 7 giocatori e le modalità sfida a tempo e gara rapida contro un massimo di 15 avversari controllati dall'IA. È inoltre possibile salvare i replay di gioco.

## Lista dei tracciati
- Catalunya GP - Spagna
- Catalunya National - Spagna
- Spa Francorchamps GP (1980) - Belgio
- Spa Francorchamps GP (2004) - Belgio
- Casino Riviera-Cote d'Azur - Francia
- Cote d'Azur Monte Grande - Francia
- Cote d'Azur Monument Loop - Francia
- Cote d'Azur Port Boucle - Francia
- Donington Park GP (2009) - Gran Bretagna
- Donington Park National (2009) - Gran Bretagna
- Enna Pergusa - Italia
- Fiorano - Italia
- Fiorano Alternate - Italia
- Hockenheimring GP - Germania
- Hockenheimring GP (1982) - Germania
- Hockenheimring National - Germania
- Hockenheimring Short - Germania
- Imola (1981) - Italia
- Imola (2005) - Italia
- Misty Loch - Circuito inventato
- Monza GP (1958) - Italia
- Monza GP - Italia
- Monza Junior - Italia
- Motorsport Arena Oschersleben - Germania
- Motorsport Arena Oschersleben B - Germania
- Mugello GP - Italia
- Mugello Short - Italia
- Nordschleife - Germania
- Nordschleife Aremberg - Germania
- Nordschleife, Karussell - Germania
- Nordschleife Nurburg - Germania
- Road America Circuit - USA
- Rouen (1956) - Francia
- Rouen Short (1952) - Francia
- Silverstone GP (1959) - Gran Bretagna
- Silverstone GP (1975) - Gran Bretagna
- Silverstone GP (2009) - Gran Bretagna
- Silverstone International (2009) - Gran Bretagna
- Silverstone National (2009) - Gran Bretagna

## Lista auto
| Modello                   | Categoria | Anno |
| ------------------------- | --------- | ---- |
| 125 S                     | Sport     | 1947 |
| 166 Inter                 | GT        | 1948 |
| 212 Export Spider Vignale | Sport     | 1951 |
| 250 Testa Rossa           | Sport     | 1957 |
| 250 California            | GT        | 1957 |
| 250 GTO                   | Sport     | 1962 |
| 275 GTB                   | GT        | 1964 |
| 330 P4 Berlinetta         | Sport     | 1967 |
| Dino 246 GTS              | GT        | 1972 |
| 365 GTB/4                 | GT        | 1968 |
| 365 GTS4 / GTB4           | GT        | 1969 |
| 308 GTS                   | GT        | 1977 |
| 308 GTB Quattrovalvole    | GT        | 1982 |
| 288 GTO                   | GT        | 1984 |
| F40                       | GT        | 1987 |
| F40 Competizione          | Sport     | 1989 |
| 512 BB                    | GT        | 1976 |
| Testarossa                | GT        | 1984 |
| 512 TR                    | GT        | 1991 |
| 348 Spider                | GT        | 1993 |
| F355 GTS                  | GT        | 1994 |
| F355 Spider               | GT        | 1995 |
| F355 Challenge            | Sport     | 1995 |
| F333 SP                   | Sport     | 1994 |
| F50                       | GT        | 1995 |
| F50 GT                    | Sport     | 1997 |
| 360 Spider                | GT        | 2000 |
| Challenge Stradale        | GT        | 2003 |
| 550 Barchetta Pininfarina | GT        | 2000 |
| 575M Maranello            | GT        | 2002 |
| Enzo                      | GT        | 2002 |
| FXX                       | Sport     | 2005 |
| 612 Scaglietti            | GT        | 2004 |
| Ferrari 599 GTB Fiorano   | GT        | 2006 |
| F430                      | GT        | 2004 |
| F430 Spider               | GT        | 2005 |
| F430 Scuderia             | GT        | 2007 |
| F430 Challenge            | Sport     | 2006 |
| 125 S Sport               | F1        | 1947 |
| 312 F1-67                 | F1        | 1967 |
| 312 B3-74                 | F1        | 1974 |
| 312 T4                    | F1        | 1979 |
| 126 C2                    | F1        | 1982 |
| F1-87                     | F1        | 1987 |
| F1-90                     | F1        | 1990 |
| 248 F1                    | F1        | 2006 |
| F2007                     | F1        | 2007 |
| F2008                     | F1        | 2008 |
| California                | GT        | 2008 |
| Ferrari 458 Italia        | Sport     | 2009 |
| 150º Italia               | F1        | 2011 |

## Requisiti di sistema su PC
REQUISITI MINIMI DI SISTEMA:
Sistema operativo Windows XP (SP3), Windows Vista (Service Pack 1) o Windows 7 • Intel Core 2 Duo 1.6 GHz • XP: Memoria principale 1GB • Memoria principale Vista/Win7: 1.5GB • 6GB di spazio sul disco rigido • 256 MB di memoria disponibile per la grafica • Scheda audio compatibile con DirectX 9 • DirectX versione 9.0c • Multigiocatore: Banda larga 512 Kb/s
REQUISITI RACCOMANDATI:
Sistema operativo Windows XP (SP3), Windows Vista (Service Pack 2) o Windows 7 • Intel Core 2 Duo 2.0 GHz / AMD X2 64 2.4 GHz • Memoria principale 2GB • 7GB di spazio sul disco rigido • Scheda video 3D accelerata compatibile con DirectX 9.0c da 512 MB video con Shader Model 3.0 o superiore • Scheda audio compatibile con DirectX 9 • DirectX versione 9.0c • Multigiocatore: Banda larga 512 Kb/s o più veloce • Tastiera, mouse, controller supportati • Optional – Volante USB/Dual analogue game pad
Chipset supportati: ATI HD3 series o superiore; NVIDIA GeForce 8 Series o superiore. Le versioni per portatili di questi chipset potrebbero funzionare ma non sono supportate.